# أنتوني مانغيلا
انتوني مانجيلا (بالإنجليزية: Anthony Minghella)‏ مخرج بريطاني وكاتب سيناريو (6 يناير 1954 - 18 مارس 2008 ) .
حاز علي جائزتي أوسكار عامي 1996 عن فيلم المريض الإنجليزي بالإضافة الي جوائز جولدن جلوب وبافاتا . وتوفي عام 2008 عقب اصابته بالسرطان .

## أهم افلامه
- المريض الإنجليزي
- جبل الثلج (فيلم)

## روابط خارجية
- أنتوني مانغيلا على موقع IMDb (الإنجليزية)
- أنتوني مانغيلا على موقع مونزينجر (الألمانية)
- أنتوني مانغيلا على موقع ألو سيني (الفرنسية)
- أنتوني مانغيلا على موقع ميوزك برينز (الإنجليزية)
- أنتوني مانغيلا على موقع تيرنر كلاسيك موفيز (الإنجليزية)
- أنتوني مانغيلا على موقع أول موفي (الإنجليزية)
- أنتوني مانغيلا على موقع بوكس أوفيس موجو (الإنجليزية)
- أنتوني مانغيلا على موقع قاعدة بيانات الأفلام السويدية (السويدية)
- أنتوني مانغيلا على موقع إن إن دي بي (الإنجليزية)
- أنتوني مانغيلا على موقع ديسكوغز (الإنجليزية)